# Aulus Didius Gallus
Aulus Didius Gallus war ein römischer Senator und Feldherr im 1. Jahrhundert n. Chr.

## Leben
Eine sehr schlecht erhaltene Inschrift in Olympia, die wohl am Sockel einer von Didius Gallus gestifteten Weihgabe angebracht war, gibt zumindest einen Teil der Ämter wieder, die er während seiner Laufbahn bekleidete; die Ergänzung ihrer Lücken und damit manche seiner Ämter sind aber umstritten.
Unter Kaiser Tiberius war Didius Gallus Quästor (wahrscheinlich 19 n. Chr.). Vor 36 n. Chr. amtierte er als Prokonsul von Sizilien und gehörte dem Kollegium der Quindecimviri sacris faciundis an. 39 n. Chr. bekleidete er das Suffektkonsulat. Von 38 bis 49 n. Chr. war er curator aquarum. Eine erhaltene Inschrift auf einem Stein (cippus) bezeugt, dass er mit zwei weiteren Kuratoren, Titus Rubrius Nepos und Marcus Cornelius Firmus, an den Wasserleitungen Marcia, Tepula und Iulia arbeitete.
Als Kaiser Claudius 43 n. Chr. die Invasion Britanniens einleitete, begleitete ihn Didius Gallus als Legat. Er wurde 44/45 n. Chr. Statthalter von Moesia und griff in dieser Funktion in den Machtkampf im Bosporanischen Reich ein, indem er den König Mithridates absetzte und dessen Bruder Kotys I. die Regierung übertrug. Wahrscheinlich erhielt er als Lohn für seine Erfolge bei dieser Intervention die Triumphalornamente. Als Prokonsul von Asia oder Africa amtierte er etwa zwischen 49 und 52 n. Chr.
Nach dem Tod des Publius Ostorius Scapula wurde Didius Gallus 52 n. Chr. zu dessen Nachfolger als Statthalter von Britannien ernannt. Als er in diesem Land ankam, befand sich der in Wales beheimatete Stamm der Silurer im Aufstand, obwohl dessen Anführer Caratacus noch von Ostorius Scapula besiegt und gefangen genommen worden war (51 n. Chr.). Doch konnte Didius Gallus die Rebellion rasch niederschlagen.
In den Thronstreit zwischen der Brigantenkönigin Cartimandua und deren Gatten Venutius griff Didius Gallus zugunsten der ersteren ein, sandte ihr zunächst einige Kohorten, dann eine Legion unter Caesius Nasica zu Hilfe und konnte den Thron für die Klientelkönigin retten. Generell ließ der schon ältere Didius Gallus Kriege während seiner britannischen Statthalterschaft durch seine Offiziere führen, ohne selbst teilzunehmen. Er beschränkte sich – wohl im Einverständnis mit Claudius – auch darauf, das gewonnene Territorium in Britannien zu sichern und eher defensiv nur gegen Rebellen vorzugehen. Stattdessen baute er Straßen und Festungen an den Grenzen, um Angriffe der noch unbezwungenen Stämme abwehren zu können. Quintus Veranius löste ihn 57 n. Chr. als Statthalter Britanniens ab.
Laut Quintilian beschwerte sich Didius Gallus, nachdem er sich jahrelang vergeblich um eine Statthalterschaft bemüht hatte, über die ihm nun angebotene Provinz; es ist aber unklar, ob es sich dabei um Sizilien oder Britannien handelt. Der Redner Gnaeus Domitius Afer sagte sarkastisch, dass er an sein Land denken solle.
Aulus Didius Gallus Fabricius Veiento, der unter Kaiser Nero als Prätor amtierte und unter den Flaviern dreimal Konsul war, könnte der Sohn oder Enkel des hier behandelten Aulus Didius Gallus sein.